# 让萨克拉帕吕
让萨克拉帕吕（法語：Gensac-la-Pallue，法語發音：[ʒɑ̃sak la paly]）是法国夏朗德省的一个市镇，属于干邑区。

## 地理
让萨克拉帕吕（45°39'3"N, 0°15'10"W）面积19.23 平方千米，位于法国新阿基坦大区夏朗德省，该省份为法国西部内陆省份，北起德塞夫勒省和维埃纳省，东临上维埃纳省，东南至多尔多涅省，南至多爾多涅省，西接滨海夏朗德省。
与让萨克拉帕吕接壤的市镇（或旧市镇、城区）包括：昂雅克香槟、夏朗德堡、沙托贝尔纳、让泰、圣布里斯、瑟贡扎克。

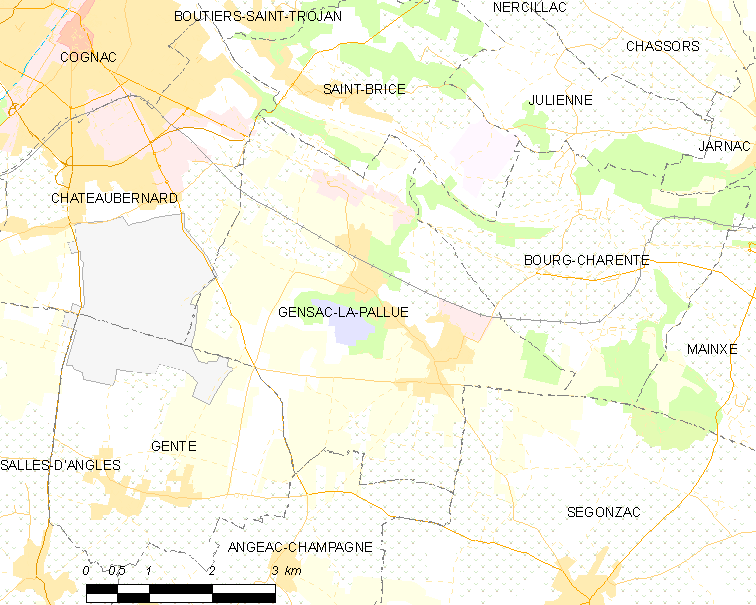
让萨克拉帕吕的OSM定位图

让萨克拉帕吕的时区为UTC+01:00、UTC+02:00（夏令时）。

## 行政
让萨克拉帕吕的邮政编码为16130，INSEE市镇编码为16150。

## 政治
让萨克拉帕吕所属的省级选区为夏朗德-香槟县。

## 人口

1962-2008年间让萨克拉帕吕人口变化图示

让萨克拉帕吕于2022年1月1日时的人口数量为1614人。